# Ocuilan
Ocuilan é um município do estado do México, no México.Ocuilan identifícase com o nome na língua nauatle de Ocuillān (cfr. nahuatl actual Ocuilli (verme) e o sufixo de lugar (perto de) -tlān). O seu actual nome provém do nauatle o que significa "lugar perto dos vermes".

## Geografia
A localização do município é o sul do Estado do México, está localizado no extremo das coordenadas geográficas de Greenwich de latitude norte 19 º 96 «23" mínimo , 19 º 57 «28" máximo de longitude oeste, 98 º 41 '30 "mínimo, 98 ° 13« 35 "máximo.
O território municipal é delimitado a norte ea oeste com Xalatlaco, a sul Malinalco, com Huehuetoca a sudoeste, com Joquicingo al oeste e a leste com Cuernavaca, no Estado de Morelos. Sua sede municipal é Ocuilan de Arteaga, que tem 1900 habitantes no município da aldeia existe San Juan Atzingo, Chalmita (que está localizado dentro de uma conurbação com o povo de Chalma).

## Demografia
| Localidade         | Povoação |
| Total Município    | 31,803.  |
| Ocuilan de Arteaga | 1,954    |
| Santa Lucía        | 1,669    |
| Chalmita           | 1,584    |

## Governo e administração

Ajuntamento de Ocuilan.

A cabecera municipal ou a capital do município é a povoação de Ocuilan de Arteaga, lugar onde governa a autoridade mais importante do município que es apresentado por o Ajuntamento.
| Prefeito                       | Periodo   |
| ------------------------------ | --------- |
| Alfredo Armenta Torres         | 2000-2003 |
| Juan Alvarez Reyes             | 2003-2006 |
| Felix Alberto Linares González | 2006-2009 |
| Juan José Linares Martínez     | 2009-2012 |
| Rubén Abilio González Marquez  | 2013-2015 |
| Felix Alberto Linares González | 2016-2018 |